# Tom Everett Scott
Thomas Everett Scott (East Bridgewater, Massachusetts; 7 de septiembre de 1970) es un actor estadounidense. Su trabajo cinematográfico incluye un papel protagónico como el baterista Guy Patterson en la película That Thing You Do!, protagonista de Un hombre lobo americano en París, y papeles notables en Boiler Room, Cosas que importan, Dead Man on Campus, The Love Letter, Because I Said So, Danger One y La La Land.
En televisión, es bien conocido por su papel del detective Russell Clarke en la serie de televisión Southland, Charles Garnett en Z Nation, y por sus papeles recurrentes como Eric Wyczenski en ER, Sam Landon en Beauty & the Beast, Kevin Duval en Scream, William en Reign y Mr. Down en 13 Reasons Why. Él coprotagoniza la comedia de situación de truTV I'm Sorry.

## Vida y carrera
Thomas Everett Scott nació en East Bridgewater, Massachusetts el 7 de septiembre de 1970, hijo de Cynthia «Cindy» (de soltera, Pierce), una representante de ventas de seguros, y William Joseph «Bill» Scott (fallecido en 2007), un ingeniero civil. Se graduó de la Universidad de Siracusa en 1992, donde comenzó como un estudiante de comunicaciones, pero finalmente se especializó en teatro. Se casó con Jenni Gallagher, a quien conoció en la Universidad de Siracusa, el 13 de diciembre de 1997. Tienen una hija, Arly (nacida el 6 de junio de 2000) y un hijo, Finn (nacido el 20 de octubre de 2004).
Después de aparecer en un episodio de Law & Order y en un comercial de pasta de dientes Crest en 1993, el primer papel notable de Scott fue en el papel recurrente de Matthew durante varias temporadas en la comedia televisiva Grace Under Fire. Interpretó al hijo ilegítimo del personaje principal, a quien ella había puesto en adopción. En 1996, Scott consiguió el papel de Guy Patterson en la película That Thing You Do!. Casi lo pasan por alto debido a su parecido con el director de la película, el actor Tom Hanks, pero la esposa de Hanks, Rita Wilson, animó a Hanks a que eligiera a Scott para el papel.
Scott ha tenido varios otros papeles notables; él fue el protagonista de las películas Un hombre lobo americano en París y Dead Man on Campus, y coprotagonizó con Kate Capshaw y Tom Selleck en La carta de amor. Protagonizó la película de culto Boiler Room e hizo un cameo sin acreditar en Van Wilder. Si bien Scott no se dio cuenta de su éxito inicial y se convirtió en un protagonista, ha tenido papeles recurrentes en la serie de televisión ER en 2002 y 2003 y ha desempeñado numerosos papeles menores en otras películas y programas de televisión como Will & Grace y Sons of Anarchy. Coprotagonizó la serie Philly como abogado, en asociación con Kim Delaney. El programa fue un éxito de crítica, pero sufrió bajas calificaciones y fue cancelado después de una temporada. También protagonizó Saved, una serie de drama médico en TNT. Protagonizó la película para televisión Surrender Dorothy. Apareció como uno de los novios del personaje de Mandy Moore en la comedia Because I Said So, y protagonizó una comedia de teatro de Broadway, The Little Dog Laughed, como la estrella de cine en el armario Mitchell Green, escrita por Douglas Carter Beane. También apareció como Zip en The Country Club, una obra de teatro fuera de Broadway y también escrita por Beane. Interpretó a Jack Cutting en la breve serie de comedia dramática de ABC Cashmere Mafia (2008). En 2009, apareció en cuatro episodios de Law & Order interpretando al gobernador ficticio de Nueva York, Don Shalvoy. También interpretó al detective Russell Clarke en los siete episodios de la primera temporada de Southland, que fue descartado por NBC y posteriormente recogido por TNT. Al comienzo de la segunda temporada, se convirtió en un personaje recurrente que aparece en tres de seis episodios. En la tercera y quinta temporada de la serie, continuó apareciendo en episodios seleccionados.
Scott tuvo papeles secundarios en otras películas como Race to Witch Mountain, Tanner Hall, Mars Needs Moms, Parental Guidance, Enemies Closer, Sister Cities, e hizo una especie de regreso de protagonista a la pantalla grande con su interpretación de un paramédico afable pero amoral en Danger One. Sus papeles anteriores en televisión incluyen Sam Landon en Beauty and the Beast, Kevin Duval en Scream, Charles Garnett en Z Nation y William en Reign. En 2016, apareció en la película La La Land, en la que fue elegido por el director Damien Chazelle. En 2017, coprotagonizó la película Diary of a Wimpy Kid: The Long Haul, y en una serie habitual de la comedia de situación de TruTV I'm Sorry, protagonizada junto a Andrea Savage.

## Filmografía

### Cine
| Año  | Título                                  | Personaje          |
| ---- | --------------------------------------- | ------------------ |
| 1996 | That Thing You Do!                      | Guy Patterson      |
| 1997 | Un hombre lobo americano en París       | Andy McDermott     |
| 1998 | Cosas que importan                      | Brian Gulden       |
| 1998 | Dead Man on Campus                      | Josh Miller        |
| 1999 | The Love Letter                         | Johnny             |
| 2000 | Atracción peligrosa                     | Garrett            |
| 2000 | Boiler Room                             | Michael Brantley   |
| 2002 | Van Wilder                              | Elliot Grebb       |
| 2006 | Air Buddies                             | Buddy (voz)        |
| 2007 | ¡Porque lo digo yo!                     | Jason              |
| 2008 | Snow Buddies                            | Buddy (voz)        |
| 2009 | La montaña embrujada                    | Matheson           |
| 2009 | Tanner Hall                             | Gio                |
| 2011 | Mars Needs Moms                         | Papá de Milo (voz) |
| 2012 | Parental Guidance                       | Phil Simmons       |
| 2012 | Santa Paws 2: The Santa Pups            | Santa Paws (voz)   |
| 2013 | Enemies Closer                          | Henry              |
| 2015 | Bravetown                               | Jim                |
| 2016 | Sister Cities                           | Chief Brady        |
| 2016 | La La Land                              | David              |
| 2016 | Left Behind: Next Generation – Vanished | Damon              |
| 2017 | The Last Word                           | Ronald Odom        |
| 2017 | Diary of a Wimpy Kid: The Long Haul     | Frank Heffley      |
| 2018 | Collusions                              | Martin             |
| 2018 | Danger One                              | Dean               |
| 2018 | Back Roads                              | Brad Mercer        |
| 2019 | I Hate Kids                             | Nick Pearson       |
| 2020 | Clouds                                  | Rob Sobiech        |
| 2020 | Sister of the Groom                     | Ethan              |
| 2021 | Finding You                             | Montgomery Rush    |

### Televisión
| Año       | Título                             | Rol                         | Notas                                     |
| --------- | ---------------------------------- | --------------------------- | ----------------------------------------- |
| 1993      | Law & Order                        | Charles Wilson              | Episodio: «Pride and Joy»                 |
| 1994      | CBS Schoolbreak Special            | Matt Hansen                 | Episodio: «Love in the Dark Ages»         |
| 1995-1997 | Grace Under Fire                   | Matthew                     | 5 episodios                               |
| 1999      | Inherit the Wind                   | Bertram Cates               | Película para televisión                  |
| 2000-2001 | The $treet                         | Jack T. Kenderson           | 12 episodios                              |
| 2001-2002 | Philly                             | Will Froman                 | Elenco principal                          |
| 2002-2003 | Do Over                            | Joel Larsen (voz)           | 13 episodios (no acreditado)              |
| 2002-2003 | ER                                 | Eric Wyczenski              | 8 episodios                               |
| 2003      | Will & Grace                       | Alex                        | Episodio: «Strangers with Candice»        |
| 2004      | Justice League Unlimited           | Booster Gold (voz)          | Episodio: «The Greatest Story Never Told» |
| 2004      | Karroll's Christmas                | Allen Karroll               | Película para televisión                  |
| 2006      | Saved                              | Wyatt Cole                  | Elenco principal                          |
| 2008      | Cashmere Mafia                     | Jack Cutting                | 3 episodios                               |
| 2008      | Sons of Anarchy                    | Rosen                       | 3 episodios                               |
| 2009      | Batman: The Brave and the Bold     | Booster Gold (voz)          | 2 episodios                               |
| 2009      | Law & Order                        | Governor Donald Shalvoy     | 4 episodios                               |
| 2009-2013 | Southland                          | Russell Clarke              | Elenco principal                          |
| 2010      | The Devil's Teardrop               | Parker Kincaid              | Película para televisión                  |
| 2011      | Bad Mom                            | Ted Lacey                   | Película para televisión                  |
| 2012      | GCB                                | Andrew Remington            | 3 episodios                               |
| 2013      | Independence Daysaster             | Sam Garsette                | Película para televisión                  |
| 2013      | Bloodline                          | Dr. Christopher Benson      | Película para televisión                  |
| 2014      | Love Finds You in Sugarcreek, Ohio | Joe Matthews/Micah Matthias | Película para televisión                  |
| 2014      | Beauty & the Beast                 | Sam                         | Personaje recurrente                      |
| 2014      | Z Nation                           | Charles Garnett             | 6 episodios                               |
| 2015      | How to Get Away with Murder        | Father Andrew               | Episodio: «The Night Lila Died»           |
| 2015      | Criminal Minds                     | Greg Sullivan               | Episodio: «Beyond Borders»                |
| 2015-2016 | Scream                             | Kevin Duval                 | 6 episodios                               |
| 2015-2016 | Reign                              | William Cecil               | 6 episodios                               |
| 2016      | Elementary                         | Henry Baskerville           | Episodio: «Hounded»                       |
| 2017-2019 | 13 Reasons Why                     | Sr. Down                    | 8 episodios                               |
| 2017      | Christmas Connection               | Jonathan Murphy             | Película para televisión                  |
| 2017-2019 | I'm Sorry                          | Mike Harris                 | Elenco principal                          |
| 2019      | God Friended Me                    | Paul Levine                 | Episodio: «Prophet and Loss»              |
| 2020      | The Healing Powers of Dude         | Marvin Ferris               | Elenco principal                          |
| 2020      | Council of Dads                    | Scott Perry                 | Invitado especial                         |